# Le vent nous emportera
Pour plus de détails, voir Fiche technique et Distribution.
Le vent nous emportera (en persan : باد ما را خواهد برد, Bād mā rā Khāhad bord) est un film franco-iranien réalisé par Abbas Kiarostami, sorti en 1999. Il doit son titre à un poème de Forough Farrokhzad.

## Synopsis
Un groupe de journalistes de Téhéran arrive à Siah Dareh, un village kurde pour documenter les rituels de deuil, mais la vieille femme ne meurt pas...

## Fiche technique
- Titre original : Bad ma ra khahad bord باد ما را خواهد برد
- Titre français : Le vent nous emportera
- Réalisation et scénario : Abbas Kiarostami
- Photographie : Mahmoud Kalari
- Montage : Abbas Kiarostami
- Musique : Peyman Yazdanian
- Production : Abbas Kiarostami, Marin Karmitz
- Format : couleur - 1,85 : 1 - 35 mm - mono
- Pays de production :  Iran,  France
- Langue : persan
- Genre : Drame
- Durée : 115 minutes
- Date de sortie : 6 septembre 1999

## Distribution
- Behzad Durani : l'ingénieur
- Noghre Asadi
- Roushan Karam Elmi
- Bahman Ghobadi
- Shahpour Ghobadi
- Reihan Heidari
- Masud Mansouri
- Ali Reza Naderi
- Frangis Rahsepar
- Masoameh Salimi
- Farzad Sohrabi
- Lida Soltani

## Autour du film
(5 juillet 2016).
- Le vent nous emportera figure au programme de l'option cinéma du baccalauréat depuis 2003.

## Récompenses
- Grand prix spécial du jury, Prix FIPRESCI et récompense CinemAvvenire à la Mostra de Venise, 1999
- En compétition à la Mostra de Venise, 1999
- Nomination pour l' Épi d'Or au festival international du film de Valladolid, 1999
- Nomination au Grand Prix de l'Union de la critique de cinéma, 2000.
- Nomination auprès de l'Association des critiques de cinéma de Chicago, 2001

## Sortie vidéo
Le film sort le 7 avril 2020 édité par Potemkine Films en combo DVD/Blu-ray, accompagné d'une analyse du film et d'un entretien avec Abbas Kiarostami.